# آلبرت اشنلوهر
آلبرت اشنلوهر (انگلیسی: Albert Eschenlohr; ۱۰ مارس ۱۸۹۸ – ۹ دسامبر ۱۹۳۸) بازیکن فوتبال اهل رایش آلمان بود.
وی همچنین در تیم ملی فوتبال آلمان بازی کرده‌است.